# نيكا كاشارافا
نيكا كاشارافا (13 يناير 1994 بنيقوسيا في قبرص - ) هو لاعب كرة قدم جورجي في مركز الهجوم. لعب مع روبين كازان.

## وصلات خارجية
- نيكا كاشارافا على موقع الاتحاد الأوربي (الإنجليزية)
- نيكا كاشارافا على موقع دوري كوريا الجنوبية (الإنجليزية)
- نيكا كاشارافا على موقع قاعدة بيانات كرة القدم.إي يو (الإنجليزية)
- نيكا كاشارافا على موقع ناشيونال فوتبول تيمز (الإنجليزية)
- نيكا كاشارافا على موقع Soccerway.com (الإنجليزية)
- نيكا كاشارافا على موقع عالم كرة القدم.نت (الإنجليزية)